# Districte de Vichèi
El Districte de Vichy o Vichèi és un dels tres districtes del departament francès de l'Alier, a la regió d'Alvèrnia-Roine-Alps. Té 11 cantons i 103 municipis. El cap del districte és la sotsprefectura de Vichèi. Inclou els cantons de Cucet Nord, Cucet Sud, Le Donjon, Escuròlas, Gatnat, Jaligny-sur-Besbre, La Paliça, Lo Maiet de Montanha, Varenas, Vichèi Nord, Vichèi Sud.